# L'oreille cassée
L'oreille cassée (Brasil: O Ídolo Roubado / Portugal: A Orelha Quebrada) é o sexto álbum da série de banda desenhada franco-belga As Aventuras de Tintim, produzida pelo belga Hergé. Encomendado pelo jornal belga Le Vingtième Siècle para o seu suplemento juvenil Le Petit Vingtième, foi editado semanalmente entre dezembro de 1935 e fevereiro de 1937 e republicado no formato álbum pela Casterman em 1937. A história mostra o jovem jornalista belga Tintim e o seu cão Milu que perseguem os ladrões de um feticheda América do Sul identificável por seus ouvidos quebrados. Ao fazer isso, ele acaba na nação fictícia de San Theodoros, onde ele se envolve em uma guerra e descobre a tribo Arumbaias no meio da floresta.

## Sinopse

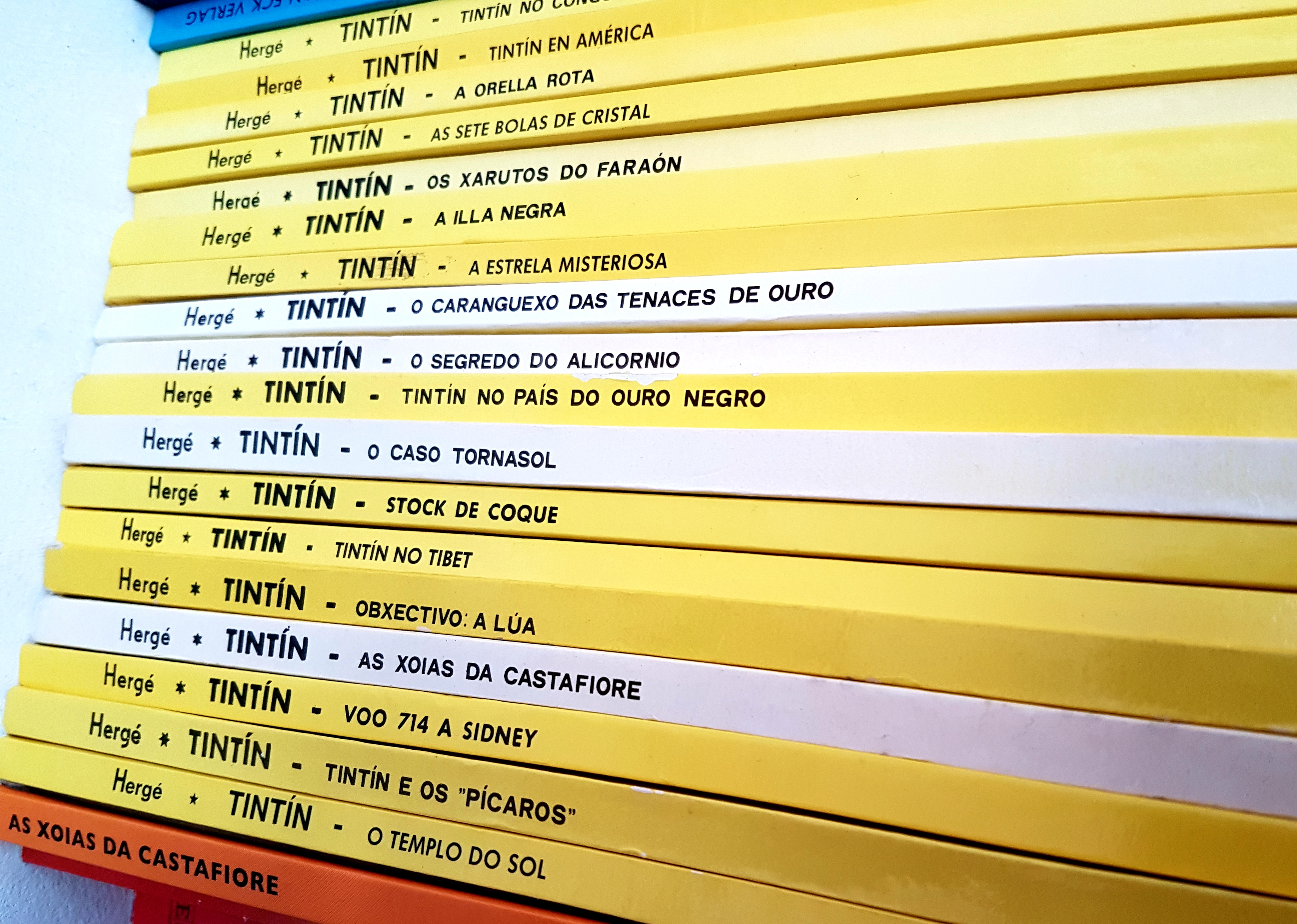
Coleção de livros das aventuras de Tintim

Tintim investiga o roubo de um fetiche da tribo arumbaia do museu etnográfico. Seguindo as pistas, encontra dois homens interessados no mesmo fetiche. Estes partem para San Theodoros, uma república da América do Sul. Tintim os segue, deparando-se no meio de uma revolução. Ao acaso, torna-se ajudante do general Alcazar. Uma guerra estoura entre San Theodoros e seu vizinho, Nuevo Rico; Tintim é perseguido por todos, foge para a tribo dos Arumbaias. Descobre o segredo do fetiche: este contém um precioso diamante. Na Europa, finalmente encontra o fetiche e o devolve ao museu.

## Análise

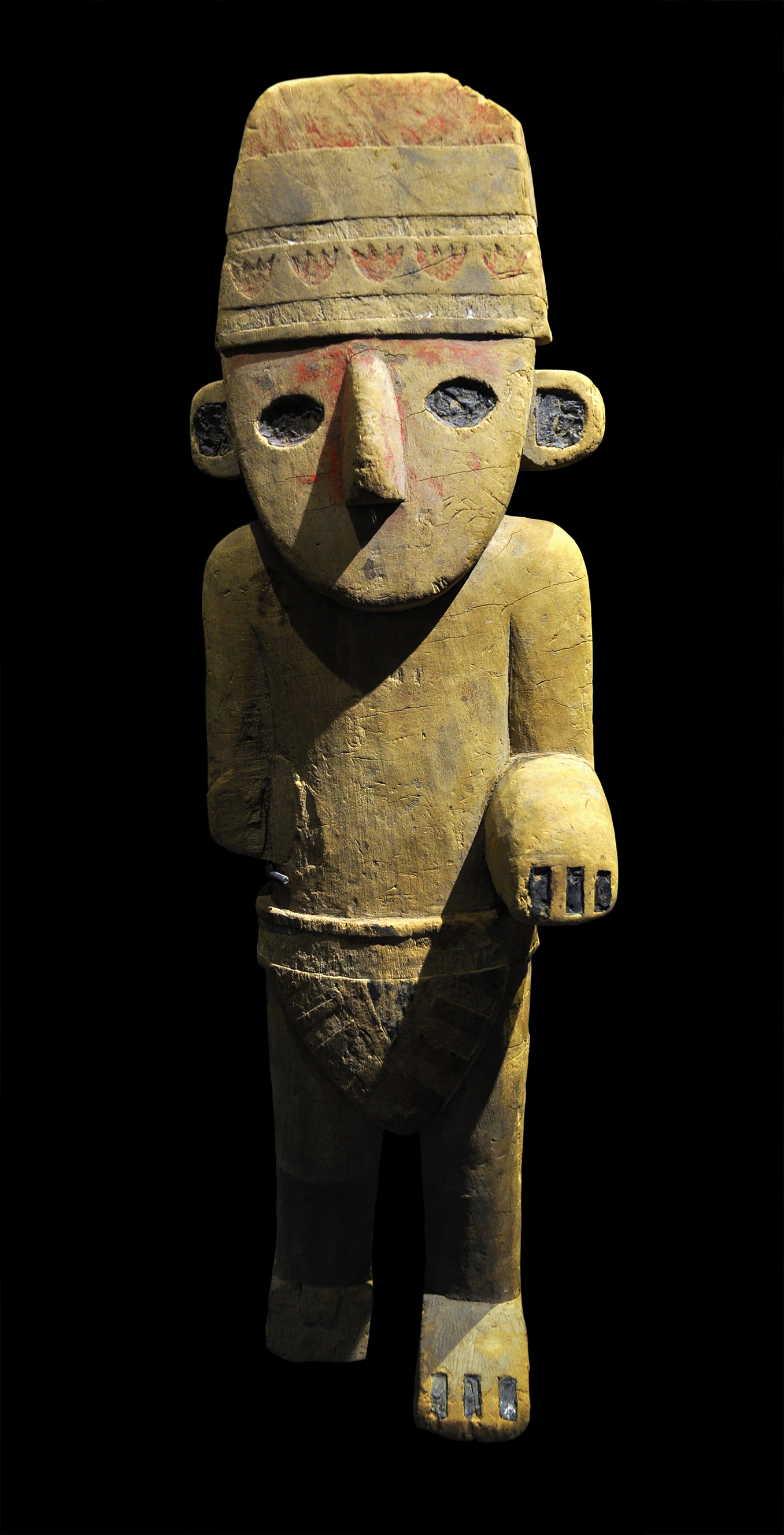
A estatueta de Chimu do Museu Cinquentenário, que foi copiada para a aventura de Hergé.

Esta aventura de Tintim saiu em álbum em 1937 e foi reeditada em cores em 1943. Uma vez mais, Hergé faz alusões à actualidade mundial. A guerra San Theodoros - Nuevo Rico pelo petróleo é uma transposição da guerra do Chaco, que opôs o Paraguai e a Bolívia em 1932-1935. No livro, o conflito é chamado "guerra do Chapo" (chapeau, que pronuncia-se chapô, em francês, significa chapéu).
Neste álbum, Tintim encontra um certo Basil Bazarov. Este é o retrato de um famoso vendedor de armas da época, nomeado Basil Zaharoff. Conhece também o explorador Ridgewell, cuja história assemelha-se muito à do coronel Percy Fawcett, que desapareceu nas florestas da América do Sul em 1925, tentando descobrir uma cidade perdida. Corria um rumor de que tivesse decidido deixar a civilização para ir viver com os índios.
O fetiche arumbaia que dá nome à história é cópia de um artefato proveniente de Trujillo, no Peru, que pertence ao acervo dos Museus Reais de Arte e de História de Bruxelas. A república de São Teodoro, onde se passa a história, costuma ser considerada um retrato da instabilidade e violência políticas típicas dos países do Terceiro Mundo e, mais especificamente, dos países da América Latina, onde a disputa ideológica costuma ser um mero pretexto para a simples disputa pelo poder entre grupos rivais.

## Adaptações
L'oreille cassée é uma das aventuras de Tintin que foram adaptadas para a primeira série animada de Tintim, Les aventures de Tintin, d'après Hergé pelo estúdio belga Belvision em 1957, dirigido por Ray Goossens e escrito por Michel Greg, ele mesmo um cartunista conhecido que em anos posteriores se tornaria editor-chefe da revista Tintim. L'oreille cassée foi dividido em seis partes. Episódios em preto e branco de 5 minutos que desviaram da trama original de Hergé de várias formas.
L'oreille cassée foi adaptado para um episódio da série de televisão As Aventuras de Tintim, do estúdio francês Ellipse Animation e o canadense Nelvana. Dirigido por Stéphane Bernasconi, o personagem de Tintim teve a voz de Thierry Wermuth. O episódio se desvia significativamente da linha da história original. A passagem que contém a embriaguez de Tintim foi inteiramente ignorada, mantendo o caráter consistente com a forma como é visto no resto da série com retidão, consciência e padrões morais louváveis. Além disso, as narrativas políticas, quase onipresentes na última parte do álbum original, também foram amplamente negligenciadas. O conflito de Tintim com os militares também foi substituído por um com Alonso Pérez e Ramón Bada.